# هری بریرلی

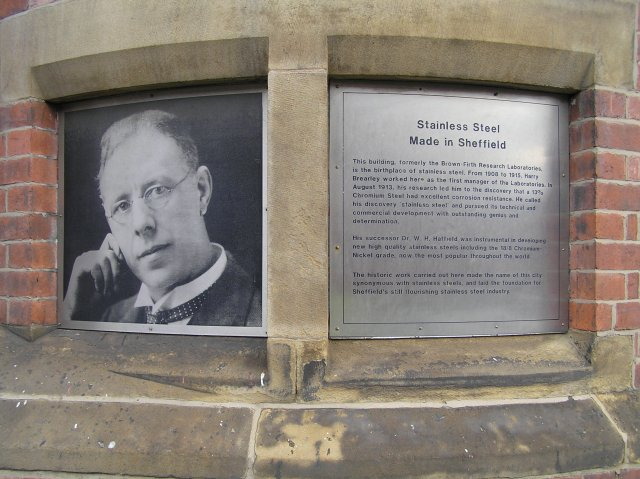
بنای یادبود هری بریرلی در شفیلد، انگلستان

هری بریرلی (به انگلیسی: Harry Brearley)،(زاده ۱۸ فوریه ۱۸۷۱ – درگذشته ۱۴ ژوئیه ۱۹۴۸)، متالوژیست انگلیسی بود که به خاطر اختراع فولاد زنگ‌نزن (که بعدها در دنیای انگلیسی زبان فولاد ضدزنگ نامیده شد) شناخته شده‌است. براساس تاریخ شفیلد، اختراع او امکان دسترسی توده‌ها به کارد و چنگال ارزان قیمت را فراهم کرده و موجب گسترش تجارت سنتی کارد و چنگال شهر شد.